# Rightify Ghana
Rightify Ghana es una organización que aboga por los derechos LGBT en Ghana. Se estableció en febrero de 2020 como una organización sin fines de lucro para defender los derechos de los ghaneses LGBT+.
El gobierno de Ghana históricamente ha negado a los ghaneses LGBTQ+ respeto, protección y reconocimiento. Rightify Ghana se unió para crear conciencia sobre los desafíos que enfrenta la comunidad, los cuales han sido ignorados por el gobierno a nivel de políticas. La organización busca mitigar el daño, identificar soluciones y, en última instancia, empoderar a las minorías sexuales y de género en todo el país.

## Activismo
Rightify Ghana ha sido una de las organizaciones que lidera los esfuerzos para defender los derechos de los ghaneses LGBT+ y luchar contra el proyecto de ley ghanés anti-LGBT presentado ante el Parlamento de Ghana. En enero de 2022, Rightify Ghana lanzó una recaudación de fondos para ampliar la defensa de las personas LGBTQI+ que viven en Ghana.
El segundo pilar del trabajo de Rightify Ghana es el empoderamiento de la comunidad, en particular el desarrollo de capacidades y la educación en derechos humanos. Además de facilitar la educación sanitaria y el acceso, como el de los recursos sobre el VIH, Rightify facilita servicios de apoyo psicosocial. Esto significa brindar asesoramiento a los miembros de la comunidad sobre cuestiones que van desde aceptar la propia identidad hasta enfrentar la homofobia y experimentar una crisis existencial. Estos servicios tienen como objetivo brindar a los miembros de la comunidad las herramientas para vivir en armonía con su orientación sexual e identidad de género, a pesar de los muchos desafíos de la homofobia internalizada, los conflictos religiosos, la dinámica familiar, etc.